# Maxim Wladimirowitsch Sergijewski
Maxim Wladimirowitsch Sergijewski (russisch Максим Владимирович Сергиевский; *  13. Oktoberjul. / 25. Oktober 1892greg. in Moskau; † 20. Juni 1946 ebenda) war ein russisch-sowjetischer Sprachwissenschaftler und Romanist.

## Leben und Wirken
Sergijewski beendete 1916 sein Studium an der Moskauer Lomonossow-Universität. Von 1925 bis 1946 war er Professor an der Staatlichen Universität Moskau (neugeschaffener Lehrstuhl für romanisch-germanische Sprachwissenschaft).
Sergijewski gehörte zu den Begründern der Romanistik in der Sowjetunion. Er beschäftigte sich mit der Geschichte, der Grammatik und der Dialektologie der romanischen Sprachen sowie mit dem slawisch-romanischen Sprachkontakt (insbesondere mit dem rumänisch-slawischen und moldauisch-slawischen Sprachkontakt). Sowohl seine Geschichte der französischen Sprache (1938) als auch seine Einführung in die romanische Sprachwissenschaft (1952) gehörten lange Zeit zu den Standardwerken der Romanistik an sowjetischen Universitäten.
Sergijewski postulierte die These von der Eigenständigkeit der moldauischen Sprache gegenüber dem Rumänischen. Durch den intensiven Kontakt mit den ostslawischen Sprachen habe sich das zu den ostromanischen Sprachen gehörende Moldauische phonetisch und lexikalisch gegenüber dem Rumänischen weiterentwickelt.
Sergijewski beschäftigte sich zudem mit der historischen Grammatik des Deutschen und insbesondere mit der Romani. Zusammen mit Alexei Petrowitsch Barannikow gab er das erste Zigeunersprachlich-Russische Wörterbuch heraus (1938). Er war Mitglied der Gypsy Lore Society.

## Werke

### Monographien
- Historische Grammatik der Deutschen Sprache. Moskau 1928/29.
- Цыганский язык (Die Zigeunersprache) Moskau 1931.
- Молдавские этюды (Moldauische Studien). Moskau / Leningrad 1936.
- История французского языка. Moskau 1938 (dt. Geschichte der französischen Sprache. Beck, München 1979).
- Введение в романское языкознание (Einführung in die romanische Sprachwissenschaft). Moskau 1952.
- Молдавско-славянские этюды (Moldauisch-slawische Studien) Moskau 1959.

### Wörterbücher
- Румынско-русский словарь (Rumänisch-Russisches Wörterbuch). Moskau 1931.
- (mit A. P. Barannikow): Цыганско-русский словарь (Zigeunersprachlich-Russisches Wörterbuch). Moskau 1938.

## Ehrungen
- Orden des Roten Banners der Arbeit
- Verdienter Wissenschaftler der RSFSR (1945)